# 葛蘭姆縣 (亞利桑那州)
格雷厄姆縣（英語：Graham County）是美国亞利桑那州東南部的一個郡，面積12,020平方公里。根據2020年美國人口普查，本縣共有人口38,533人，縣治為沙佛。

## 歷史
本縣成立於1881年3月10日，係自阿帕契縣與皮納爾縣獨立。本縣縣名來自該縣的最高點葛蘭姆山（海拔3267公尺）。本縣的早期定居者暨亞利桑那領地立法機關成員約瑟夫·奈特·羅傑斯是格雷厄姆縣之父。羅傑斯能成為本縣之父，全因他於1881年建議領地立法機關創立本縣。

## 地理

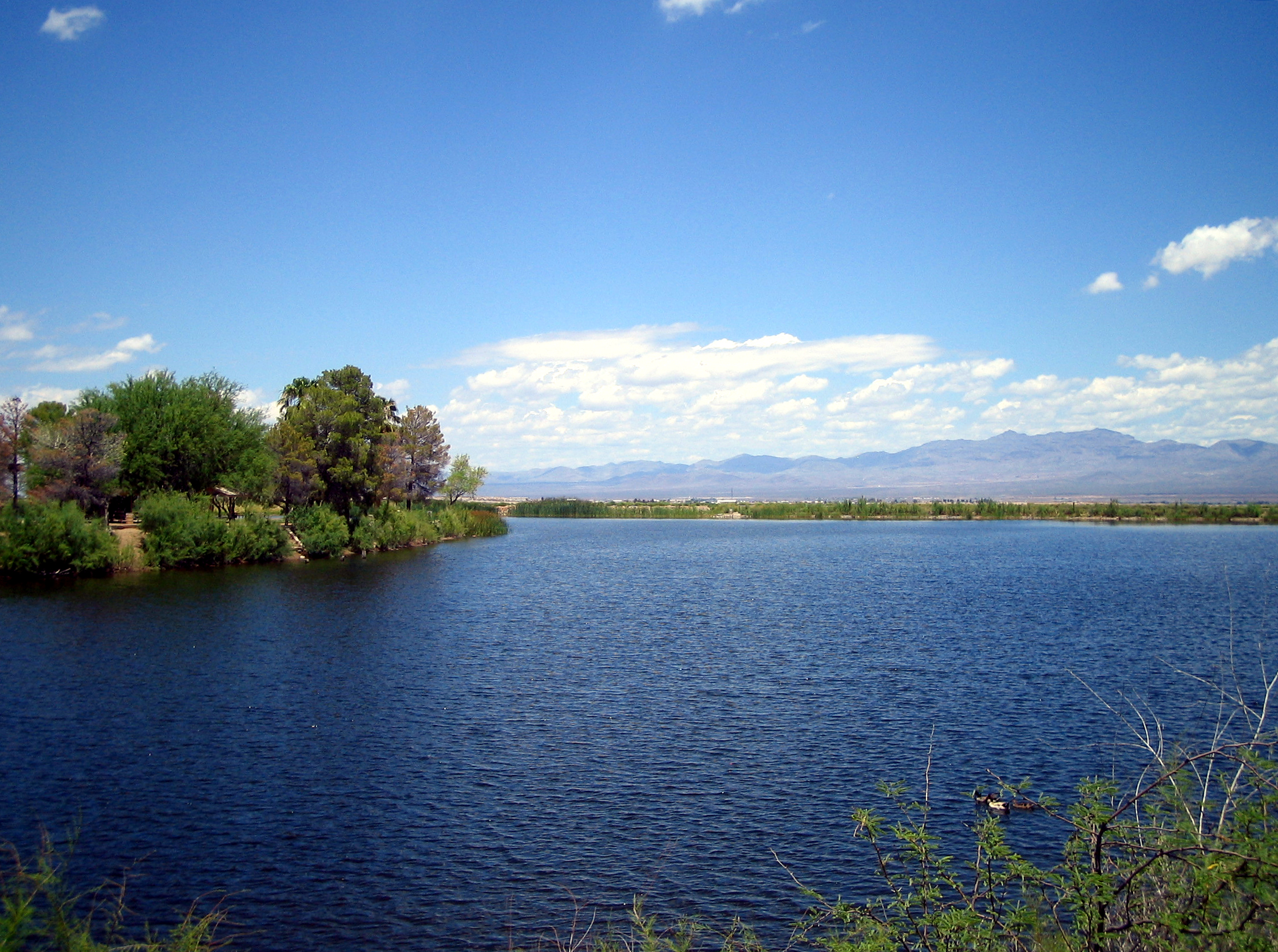
羅珀湖

根據2000年人口普查，葛蘭姆縣的總面積為4,641.14平方英里（12,020.5平方），其中有4,629.32平方英里（11,989.9平方），即99.75%為陸地；11.83平方英里（30.6平方），即0.25%為水域。本縣既是亞利桑那州面積第12大的縣份，亦是美國面積第79大的縣份。

### 毗鄰縣
所有葛蘭姆縣的毗鄰縣皆為亞利桑那州的縣份。
- 科奇斯縣：南方
- 皮马县：西南方
- 皮納爾縣：西方
- 希拉縣：西北方
- 納瓦霍縣：北方
- 阿帕契縣：北方
- 格林利縣：東方

### 國家保護區
- 科罗纳多国家森林（部份）
- 希拉盒河岸國家保護區（英语：Gila Box Riparian National Conservation Area）（部份）

## 人口
| 调查年            | 人口   | 备注 | %±     |
| ----------------- | ------ | ---- | ------ |
| 1890              | 5,670  |      | —      |
| 1900              | 14,162 |      | 149.8% |
| 1910              | 23,999 |      | 69.5%  |
| 1920              | 10,148 |      | −57.7% |
| 1930              | 10,373 |      | 2.2%   |
| 1940              | 12,113 |      | 16.8%  |
| 1950              | 12,985 |      | 7.2%   |
| 1960              | 14,045 |      | 8.2%   |
| 1970              | 16,578 |      | 18.0%  |
| 1980              | 22,862 |      | 37.9%  |
| 1990              | 26,554 |      | 16.1%  |
| 2000              | 33,489 |      | 26.1%  |
| 2010              | 37,220 |      | 11.1%  |
| 2011年估计        | 37,147 |      | −0.2%  |
| [ 6 ] [ 7 ] [ 8 ] |        |      |        |

### 2010年
根據2010年人口普查，葛蘭姆縣擁有37,220居民。而人口是由72.1%白人、1.8%黑人、14.4%土著、0.5%亞洲人、0.1%太平洋岛民、8.3%其他種族和2.8%混血构成。而西班牙裔或拉丁美洲人佔了人口30.4%。

### 2000年
根據2000年人口普查，葛蘭姆縣擁有33,489居民、10,116住戶和7,617家庭。其人口密度為每平方英里7居民（每平方公里3居民）。本縣擁有11,430間房屋单位，其密度為每平方英里2間（每平方公里1間）。而人口是由67.11%白人、1.87%黑人、14.95%土著、0.56%亞洲人、0.04%太平洋岛民、13.35%其他種族和2.14%混血构成。而西班牙裔或拉丁美洲人佔了人口27.04%。16.38%人口的母語為西班牙语和6.35%為南德内语支。
在10,116 住户中，有39%擁有一個或以上的兒童（18歲以下）、57.2%為夫妻、13.4%為單親家庭、24.7%為非家庭、20.9%為獨居、9.9%住戶有同居長者。平均每戶有2.99人，而平均每個家庭則有3.47人。在33,489居民中，有30.1%為18歲以下、12%為18至24歲、27.3%為25至44歲、18.7%為45至64歲以及11.9%為65歲以上。人口的年齡中位數為31歲，女子對男子的性別比為100：112.5。成年人的性別比則為100：115.1。
本縣的住戶收入中位數為$29,668，而家庭收入中位數則為$34,417。男性的收入中位數為$30,524，而女性的收入中位數則為$20,739，人均收入為$12,139。約17.7%家庭和23%人口在貧窮線以下，包括30.2%兒童（18歲以下）及13.6%長者（65歲以上）。